# Altersdiskriminierung
Der Ausdruck Altersdiskriminierung (auch Ageismus) bezeichnet eine soziale und ökonomische Benachteiligung von Personen oder Gruppen aufgrund ihres Lebensalters. Den Betroffenen wird es im Falle einer Diskriminierung erschwert, in angemessener Weise am Arbeitsleben und am gesellschaftlichen Leben teilnehmen zu können. Meist ist die Diskriminierung (angeblich) alter Menschen gemeint. Von Altersdiskriminierung wird gelegentlich auch dann gesprochen, wenn eine Begünstigung nur Angehörigen bestimmter Altersjahrgänge gewährt wird, sofern diejenigen, die nicht zu diesen Jahrgängen gehören, die Begründung für die Begünstigung nicht akzeptieren und sie als „willkürlich“ bewerten.

## „Alter“ als Oberkategorie und als deren Element
Der Begriff „Alter“ wird vor allem auf Fälle von „fortgeschrittenem Alter“ angewendet – mit dem möglichen Satzanfang: „Im Alter“ (Satzteil ohne Zusatz). So definiert etwa der Duden Altersdiskriminierung als „Diskriminierung aufgrund fortgeschrittenen Alters“.
Die Formulierung: „Im Alter von fünfzehn Jahren“ ist mit dieser Art der Begriffsverwendung nicht kompatibel, da „Alter“ hier den Oberbegriff zu dem erstgenannten Begriff bildet. In dieser Wortbedeutung hat jeder Mensch ein bestimmtes Alter, das die Grundlage für eine Altersdiskriminierung bilden kann. Daher gibt es auch die Möglichkeit, von einer Diskriminierung (angeblich) junger Menschen zu sprechen oder zu schreiben. Die „Deutsche Gesellschaft für die Vereinten Nationen“ charakterisiert diesen Sachverhalt mit den Worten: „Somit umfasst „Altersdiskriminierung“ grundsätzlich auch die Diskriminierung von jungen Menschen ihres Alters wegen. In der Regel sind jedoch hauptsächlich ältere Menschen betroffen.“
Ein Fall von Altersdiskriminierung kann auch dann vorliegen, wenn bestimmte Jahrgangskohorten bevorzugt werden (indem beispielsweise bei Stellenausschreibungen Menschen im ersten Berufsjahr gesucht werden).

## Diskriminierung als sozialpsychologischer Prozess
Bei Diskriminierungen aufgrund des Alters einer Person finden drei Prozesse gleichzeitig statt:
- eine Etikettierung, d. h. die Zuordnung einer Person zu einer Altersgruppe
- eine Stereotypisierung, d. h. die negative Bewertung von Eigenschaften einer Personengruppe (hier: der Altersgruppe)
- eine Diskriminierung, d. h. ein negatives Verhalten gegenüber der Person aufgrund der zugeordneten stereotypen Eigenschaften[4]

## Begrifflichkeit
Diskriminierung aufgrund des Alters kann sich prinzipiell gegen jede Altersgruppe richten, aber gewöhnlich richtet sie sich gegen Menschen oberhalb oder unterhalb eines bestimmten Alters. Im erstgenannten Fall spricht man präziser von Altendiskriminierung oder Seniorenfeindlichkeit.
In den angelsächsischen Ländern werden Vorurteile gegen eine Person aufgrund ihres Alters seit den 1960er Jahren als ageism diskutiert. Geprägt wurde dieser Ausdruck Ende der 1960er Jahre durch den Gerontologen Robert Neil Butler. Wenn ein solches Vorurteil (bias) zur Diskriminierung einer Person führt, spricht man von age discrimination.
Nicht immer klar voneinander abgegrenzt werden ageism und Gerontophobie. So gebrauchte etwa die Geisteswissenschaftlerin Kathleen M. Woodward beide Begriffe selbst austauschbar, verwies aber auf die Möglichkeit, sie auf gleiche Weise zueinander in Beziehung zu setzen wie dies Gloria I. Joseph und Adrienne Rich mit dem Begriffspaar Homophobie und Heterosexismus getan haben: Gerontophobie als ängstliche Reaktion des Individuums, ageism als politisches Vorurteil.
Im Vergleich zu Diskriminierungen wie Rassismus oder Sexismus ist die Altersdiskriminierung in sozialen Kategorien die am wenigsten erforschte.
Der Prozess der Stereotypisierung spricht primär die Wahrnehmung an. Ageism beinhalte drei Mechanismen der typischen Stereotypisierung: Vorurteile (im affektiven Bereich), Diskriminierung (im Verhalten) und die Stereotypisierung an sich (im kognitiven Bereich). Teilweise heben sich die altersspezifischen Wahrnehmungen eines Sachverhalts gegenseitig auf: Laut einer Umfrage des TNS-Forschungsinstituts vom 9. und 10. April 2008 meinten z. B. 57 Prozent der 18- bis 29-Jährigen, die Große Koalition vertrete die Interessen der älteren Generation, während 55 Prozent der mehr als 60 Jahre alten Befragten angaben, die Große Koalition vertrete die Interessen der jüngeren Generation; dass die eigene Generation bevorzugt werde, meinen nur 27 Prozent der 18- bis 29-Jährigen und nur 17 Prozent der Senioren.
Dieses Phänomen kann man exemplarisch anhand des Streits über die angemessene Höhe der Renten heute und in Zukunft erklären. Von zentraler Bedeutung ist hierbei die Vorstellung, die jemand von Verteilungsgerechtigkeit hat. Ein Rentner wird in der Regel dazu neigen, seine Rente für „zu niedrig“ und sich für diskriminiert zu halten, während Beitragszahler in der Regel glauben werden, ihre Beiträge seien „zu hoch“, und sich als benachteiligt betrachten.

### Umgang mit den Attributen „alt“ und „jung“
In einem Leitfaden für nicht diskriminierenden Sprachgebrauch stellt die österreichische Staatssekretärin im Bundesministerium für Wirtschaft und Arbeit, Christine Marek, fest, dass das Attribut „alt“ oft die Funktion habe, ohnehin abwertend gemeinte Begriffe noch zu verstärken (Beispiel: „alte Hexe“); das Attribut „jung“ hingegen stehe oft für Unerfahrenheit, Naivität und Infantilität. Sprecher und Schreiber müssten darauf achten, dass sie nicht entsprechende Konnotationen bei der Benutzung dieser Attribute oder ihrer Synonyme auslösen.
Von Bedeutung ist auch der Umgang mit der Extension des Attributs „alt“. Die unten näher vorgestellte Studie der deutschen Antidiskriminierungsstelle des Bundes aus dem Jahr 2022 ergab z. B., dass es völlig verschiedene Vorstellungen in der Bevölkerung darüber gab, ab welchem Lebensalter jemand als „alt“ gelten solle. Die Spanne der Antworten reichte von „50 Jahre“ bis „80 Jahre“.

## Diskriminierung von Menschen oberhalb eines bestimmten Alters
In dem Studentenlied Gaudeamus igitur heißt es: “Post iucundam iuventutem, / post molestam senectutem, / nos habebit humus!” (deutsch: „Nach fröhlicher Jugend, / nach beschwerlichem Alter / wird uns die Erde haben.“) Die zweite Lebenshälfte wird hier pauschal als „beschwerlich“ bewertet. In dem Lied wird nicht zwischen Faktoren unterschieden, die „in der Natur der Sache liegen“, und zwar vor allem dem unaufhaltsamen körperlichen Verfall und der Annäherung an den Tod einerseits, und von Menschen gemachten „Beschwernissen“ in Form von Interaktioneller und Struktureller Diskriminierung andererseits. Das von der Weltgesundheitsorganisation (WHO) in den 1990er Jahren entwickelte Konzept des Aktiven Alterns stellt den Versuch dar, Kompetenzen, über die ältere Menschen verfügen, zu erhalten und zu fördern.

### Erklärungsansätze
Zur Erklärung des Phänomens Altendiskriminierung gibt es verschiedene Erklärungsansätze.

#### Ökonomischer Verteilungskampf zwischen den Generationen
Im Zusammenhang mit Finanzierungsschwierigkeiten in der Gesundheitsversorgung und im Rentensystem wird immer wieder die Frage aufgeworfen, ob die Inanspruchnahme von medizinischen Dienstleistungen und Rentenleistungen durch Alte nicht schmarotzerische Züge trage. „Wer mit 65 Jahren topfit auf der Parkbank sitzt, erzeugt sozialen Widerwillen“, meint z. B. Meinhard Miegel. Dabei werden vor allem kinderlos gebliebene Alte häufig mit dem Vorwurf des Egoismus bzw. einer „Nach uns die Sintflut“-Mentalität konfrontiert. Dabei wird ihnen unterstellt, die finanziellen und persönlichen Opfer des Aufziehens von Kindern gescheut, keinen persönlichen Beitrag zum Fortbestand des Systems der sozialen Sicherung geleistet und stattdessen „ein schönes Leben geführt“ zu haben und im Alter „die Kinder der anderen“ zur Kasse zu bitten.
Statistisch betrachtet erzielt die Gruppe der Kinderlosen während der mittleren Lebensphase (durch ihre starke Konzentration auf die Erwerbstätigkeit) ein überdurchschnittlich hohes Einkommen und zahlt entsprechend höhere Beiträge in die Staatskasse und in die Sozialversicherungen ein. Im Rentenalter müssen ihre Rentenbezüge (aufgrund des Umlageverfahrens in der Rentenversicherung) allerdings von „den Kindern der anderen“ aufgebracht werden, und im Falle der Pflegebedürftigkeit bietet sich nur in Ausnahmefällen die Möglichkeit einer Betreuung durch Angehörige. Als Rentner verursacht diese Gruppe also (auch wegen der hohen Rentenansprüche) relativ hohe Kosten. Das Argument, Alleinstehende würden früher sterben als Verheiratete, scheint allerdings aufgrund der vorliegenden Daten nicht haltbar.
Tatsächlich sind sowohl Rentner als auch Beitragszahler zur Rentenversicherung Opfer der sinkenden Lohnquote und der sinkenden Realeinkommen in Deutschland: Steigen die Löhne, so steigen die Renten, sinken sie, so müssten nach der Rentenformel auch die Renten sinken (was aber für politisch nicht durchsetzbar gehalten wird).
Horst W. Opaschowski (Stiftung für Zukunftsfragen des Tabakkonzerns BAT) weist das Klischee von den „gierigen Alten“ unter Hinweis auf eine 2010 durchgeführte Studie zurück: Diese habe „nachgewiesen, dass die Alten sehr wohl zu Opfern für die Jungen bereit sind. So geben die über 65-jährigen Eltern das Siebenfache dessen an ihre Kinder, was sie von diesen an finanziellen Mitteln zurückbekommen.“

#### Fehlanreize durch „Senioritätsprivilegien“
Vor allem aus neoliberaler Sicht entfalten Maßnahmen, die zum Schutz älterer Menschen beschlossen wurden, oft paradoxe Wirkungen: Diejenigen z. B., für die ein besonderer Kündigungsschutz bestehe, würden demnach zögerlicher eingestellt als diejenigen, die relativ leicht wieder entlassen werden können. So stellt die BDA in einem Diskussionspapier vom Februar 2006 folgende These auf: „Viele Tarifverträge gewähren noch immer allein aufgrund des Alters des Arbeitnehmers zusätzliche Vergünstigungen. Diese so genannten Senioritätsprivilegien, die ursprünglich unter anderen wirtschaftlichen Voraussetzungen eingeführt wurden, erweisen sich heute zunehmend als Hindernis für die Beschäftigung und insbesondere für eine Neueinstellung älterer Arbeitnehmer, weil sie eine Beschäftigung Älterer gegenüber Jüngeren künstlich verteuern oder mit zusätzlichen Restriktionen im Arbeitsrecht belegen.“

#### Wertewandel
Die Diskriminierung aufgrund des Alters wird auch als eine Besonderheit westlicher Gesellschaften beschrieben. Dabei wird etwa moniert, hier zähle nur, wer seine Arbeitskraft noch verkaufen könne oder wenigstens als Konsument etwas zu bieten habe. Ältere Erwachsene erscheinen als finanzielle Belastung, während junge Menschen als Investition in die Zukunft angesehen werden.

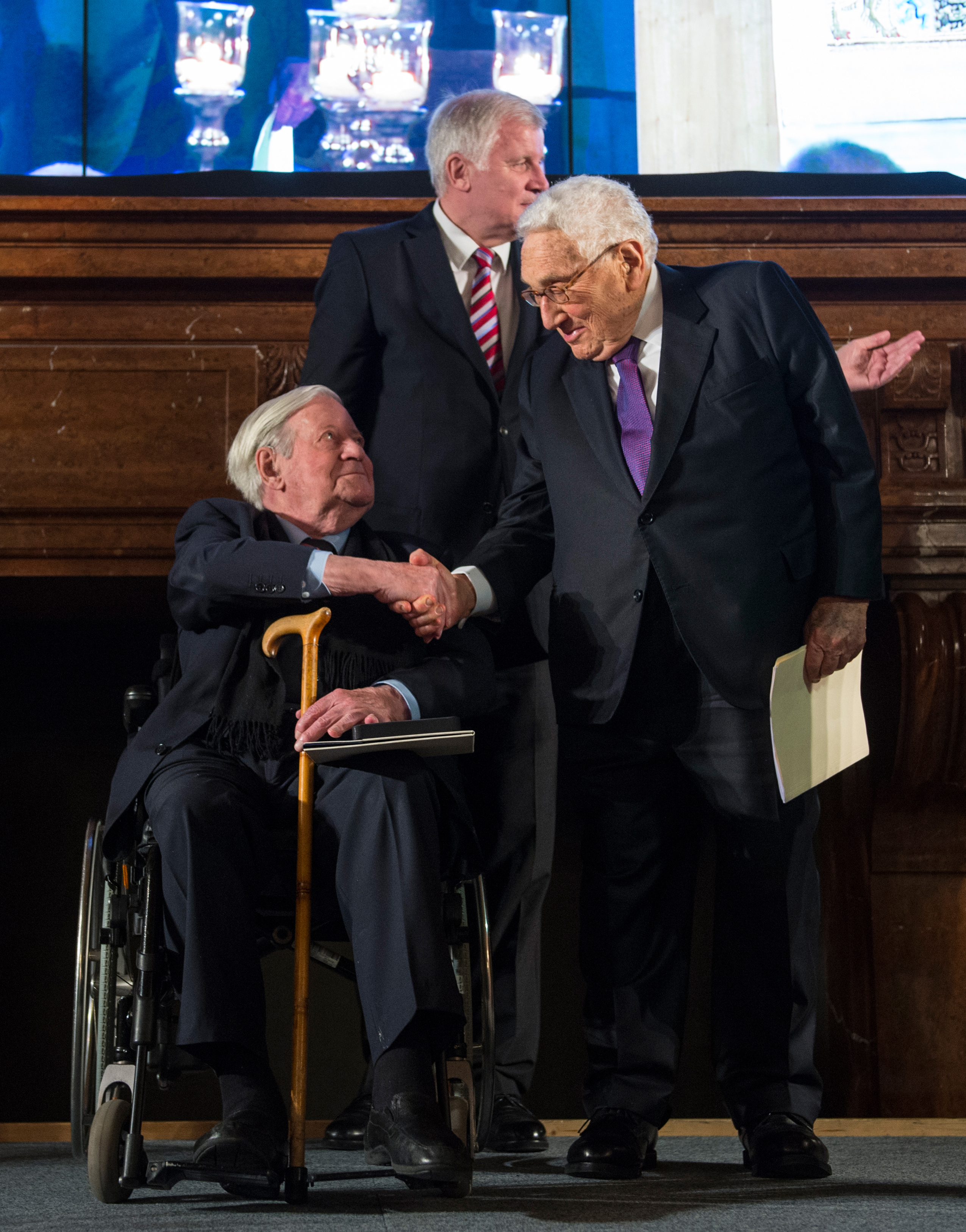
An der Münchner Sicherheitskonferenz nahmen 2014 auch die Elder Statesmen Helmut Schmidt (damals 95 Jahre alt) und Henry Kissinger (damals 90 Jahre alt) teil.

Traditionell ist der Begriff „Alter“ jedoch positiv besetzt. Das zeigen Begriffe wie „Senat/Senator“ (von lateinisch senex ‚alt‘), aber auch die immer noch positiv besetzten Begriffe Ältestenrat und Elder Statesman (Konnotation: In schwierigen Situationen brauchen Gemeinschaften die Weisheit und das Wissen ihrer ältesten Mitglieder). In dieselbe Richtung weist das Vierte Gebot des Judentums und des Christentums („Du sollst deinen Vater und deine Mutter ehren“).
Diese Wertschätzung des Alters gibt es noch, im Falle der Altendiskriminierung ist sie aber weitgehend überdeckt von einer eher kritischen Einstellung dem Alter gegenüber mit ganz anders gearteten Konnotationen (senil, leistungsschwach, krank, Kosten verursachend). Die Diskriminierung besteht in diesem Fall darin, dass jedem Menschen oberhalb eines bestimmten Alters unterstellt wird, die genannten Eigenschaften zu besitzen, ohne dass das im Einzelfall überprüft würde. Aber auch das Gegenteil (die „provozierende“ Fitness vieler Senioren) ist geeignet, Ressentiments gegen Senioren auszulösen, denen viele einen jahrzehntelangen Bezug von Rente nicht gönnen: „Über Jahrtausende sei es üblich gewesen, dass der Mensch bis zum Tod, so weit er dies konnte, gearbeitet habe. Heute herrsche dagegen die Einstellung, dass man einen Anspruch darauf habe, die letzten 15 bis 20 Jahre am Lebensende von der Gesellschaft versorgt zu werden. ‚Das kann und wird infrage gestellt werden‘, sagte Meinhard Miegel“.
Empirische Untersuchungen über die Frage, ob frühere und nicht-europäische Kulturen alte Menschen wirklich nicht diskriminiert haben bzw. diskriminieren, und inwieweit der Respekt vor dem Alter verschwunden sei, gibt es allerdings kaum. Zumindest innerhalb der Familien gibt es starke Indizien dafür, dass ein hohes Maß an generationenübergreifender Solidarität erhalten geblieben ist, z. B. durch frühzeitige Übertragung von Vermögen auf die folgende(n) Generation(en) und andere Maßnahmen als Geld- oder Sachleistungen zur Förderung der Jüngeren.
Wie der Anthropologe Joseph Henrich aufgewiesen hat, verschwindet die Autorität, die alte Menschen in einer Gesellschaft haben, in demselben Maße, in dem der Normenwandel sich beschleunigt. Traditionen, deren Sinn niemand versteht, bewähren sich nur in stabilen Gesellschaften; in einer Welt, die sich schnell verändert, stehen Traditionen den Menschen dagegen im Wege. Die Fähigkeit eines Individuums, sich Normen anzueignen, ist am größten in der Jugend und schwindet danach. Wer heute 70 Jahre alt sei, so beschreibt Henrich es, vertrete Normen „aus einer anderen Welt“.

#### Werbewirksame Images
Im Bereich der Medien ist eine starke Gewichtung der Jugend, physischer Attraktivität und Sexualität zu beobachten, während ältere Menschen viel eher ignoriert oder negativ dargestellt werden. Als rein trendbestimmt kann beispielsweise das bis heute weitgehend fehlende Angebot an einfachen und benutzerfreundlichen, für ältere Benutzer konzipierten elektronischen Geräten betrachtet werden.
Eine wichtige Rolle bei der Altersdiskriminierung spielt der Mythos der „werberelevanten Zielgruppen“: Traditionell gehören die 14- bis 49-Jährigen zu diesen Gruppen. Fernseh- und Konsumgewohnheiten älterer Jahrgänge gelten in der Werbebranche als vernachlässigbar. Tatsächlich ist aber in Deutschland in keiner Altersgruppe die durchschnittliche Kaufkraft pro Person höher als bei den 50- bis 59-Jährigen. Für Fernsehsender mit alter Zuschauergruppe prägte der Medienmanager Helmut Thoma den Begriff Kukident-Sender (in Anspielung auf den gleichnamigen Zahnersatzreiniger).

#### Altendiskriminierung als Verdrängung
Altersdiskriminierung wird möglicherweise durch Furcht vor dem Älterwerden an sich, der möglichen Invalidität, dem Gefühl der Macht- und Nutzlosigkeit sowie letztlich der Annäherung an den Tod verursacht. Personen, die von ihrem physischen Auftreten abhängig sind, erfahren im Alter einen Verlust an Selbstachtung.
Die Altersverleugnung ist daher ein Abwehrmechanismus, mit dem die negativen Eigenschaften, die Senioren zugeschrieben werden, verdrängt werden sollen.
Zu diesen negativen Eigenschaften zählen unter anderem Kindlichkeit, Entscheidungsunfähigkeit, Unattraktivität, Unselbständigkeit, Einsamkeit und Verbitterung. In der öffentlichen Wahrnehmung wird das Bild alter Menschen geprägt durch diejenigen Menschen, die sozial isoliert in Seniorenheimen leben.
Von den Betroffenen werden tatsächliche Umstände oft schöngefärbt.

### Erscheinungsformen

#### Beruf
Die Internationale Arbeitsorganisation (ILO) stellte 2002 fest, dass weltweit „Altersdiskriminierung tief verwurzelt im Arbeitsleben“ sei und „die Sicherstellung gleicher Beschäftigung in allen Altersklassen […] über den gesamten Arbeitsmarkt hinweg fehlgeschlagen“ sei. Aus Anlass des Abschlusses des Europäischen Jahres für aktives Altern und Solidarität zwischen den Generationen betonten im Dezember 2012 die im Europäischen Rat vereinigten Regierungschefs der EU-Mitgliedsstaaten, dass im Kampf gegen die negativen Folgen der demografischen Alterung der von ihnen vertretenen Staaten die Verlängerung der Lebensarbeitszeit von Arbeitnehmern eine zentrale Rolle spiele und dass deshalb jede Form von Altersdiskriminierung unterbunden werden müsse.
Altendiskriminierung in der Berufswelt umfasst offen deklarierte oder versteckte Altersgrenzen im Arbeitsmarkt, die von der Stellenausschreibung bis zur Weiterbildung, Beförderung und Entlassung in Erscheinung treten können.
Zu den offen deklarierten Altersgrenzen gehören die Vorschriften der Bundesländer über das Höchstalter, bis zu dem jemand den Beamtenstatus erwerben kann. So kann im Regelfall in Nordrhein-Westfalen ein Bewerber bereits mit 36 Jahren nicht mehr in das Beamtenverhältnis übernommen werden, in Hessen trifft das hingegen erst auf 51-Jährige zu. „Zu alten“ Bewerbern, die in ihrem erlernten Beruf arbeiten wollen und denen der Beamtenstatus verweigert wird, steht allenfalls die Möglichkeit offen, sich in einem anderen Bundesland zu bewerben oder im Angestelltenstatus tätig zu werden.
In der Bundesrepublik Deutschland beschäftigten in der Mitte der 2000er Jahre 41 % der Betriebe keine Mitarbeiter, die älter als 41 Jahre sind. Die Erwerbsquote älterer Arbeitnehmer (55 bis 64 Jahre) betrug damals lediglich 41,2 % (nach dem 5. Altenbericht 2005), obwohl es volkswirtschaftlich sinnvoll wäre, Arbeitsfähigen die Chance zu geben, bis zum Renteneintrittsalter erwerbstätig zu sein. Auch gibt es keine Hinweise darauf, dass ältere Arbeitnehmer generell weniger wettbewerbsfähig wären als jüngere. Das deutsche Bundesministerium für Arbeit und Soziales bewertet die Unterstellung, ältere Arbeitnehmer seien durchschnittlich weniger produktiv als jüngere, 2012 ausdrücklich als „Mythos“. In der betreffenden Druckschrift zitiert das Ministerium Daten von Eurostat, wonach die Erwerbsquote sowohl von Männern als auch von Frauen im Alter von 55 bis 64 Jahren im Zeitraum zwischen 2000 und 2010 in Deutschland stärker angestiegen sei als in der meisten anderen Ländern der Europäischen Union.
Der Nordisk Ministerråd stellte 2004 in einer Studie über ältere Arbeitnehmer in vier skandinavischen Ländern fest:

„Die Wettbewerbsfähigkeit der Senioren liegt insbesondere darin, dass
- die Unternehmen geringere Kosten für Nach- und Weiterbildung von Senioren haben,
- die Unternehmen geringere Kosten für krankheitsbedingte Ausfälle von Senioren haben,
- die Senioren bei der Rekrutierung von neuen Mitarbeitern in einer Vielzahl von Bereichen in höherem Maße die vom Unternehmen nachgefragten Kompetenzen besitzen als ihre jüngeren Kollegen. Bei der Rekrutierung neuer Ingenieure befinden sich zwei der Kernkompetenzen von Senioren unter den Top drei der am meisten nachgefragten Kompetenzen der Unternehmen.“

Eine Form der Altersdiskriminierung besteht darin, älteren Arbeitnehmern mit der Begründung zu kündigen, sie hätten mehr krankheitsbedingte Fehltage aufzuweisen als jüngere Kollegen in demselben Betrieb. Nach einem Urteil des Landesarbeitsgerichts Baden-Württemberg ist eine Kündigung wegen zu hoher Anzahl an Fehltagen nur dann zulässig, wenn die zu entlassende Person sich deutlich öfter krankgemeldet hat, als es bei gleich alten Personen in demselben Beruf üblich ist.
Im Übrigen sei das Nachlassen der Leistung mit zunehmendem Alter oft nicht ein Zeichen nachlassender Leistungsfähigkeit, sondern eine Folge der negativen Erwartung der Umwelt. Negative Bemerkungen über nachlassende Fähigkeiten im Alter verunsicherten und demotivierten die Betroffenen. Eine Klage wegen Altersdiskriminierung im Falle der Bewerbung um eine Arbeitsstelle ist nur dann erfolgversprechend, wenn sich der Kläger ernsthaft beworben hat.

#### Rente bzw. Pension
Seit den 1970er Jahren bestand in der bundesdeutschen Bevölkerung ein Konsens, dass Vorruhestandsregelungen ein angemessenes Mittel zur Senkung der Arbeitslosenquote seien. Im Allgemeinen gab es unter den Betroffenen kaum Widerstand gegen einen vorgezogenen Renteneintritt.
Für das Jahr 2006 stellt die Bundesregierung fest: „Wir können mittlerweile davon ausgehen, dass sich zwei unterschiedliche Kulturen am Ende des Erwerbslebens herausgebildet haben: Arbeitskräfte, die sich selbst in ihrer Arbeit realisieren können und dafür noch die nötigen Fähigkeiten, Energien und Gesundheit haben, wollen lange arbeiten, oft länger als bis zum Rentenalter. Andere mit geringen Handlungsspielräumen und Gesundheitsproblemen wollen ihre verbleibenden Energien eher in die neuen Freiheiten eines vorzeitigen Austritts aus dem Erwerbsleben investieren.“
Ein Fall von Diskriminierung wegen eines „zu hohen Alters“ liegt möglicherweise dann vor, wenn jemand, der in der Lage ist, erfolgreich erwerbstätig zu sein, und es auch sein möchte, gegen seinen Willen unter Berufung auf sein Lebensalter an einer Erwerbstätigkeit gehindert wird.

##### Verweigerte (Weiter-)Beschäftigung
Der noch in den 1990er Jahren in Deutschland weit verbreitete Wunsch, vorzeitig aus dem Berufsleben auszuscheiden, nimmt tendenziell ab: Während 1999 noch die Hälfte der Erwerbstätigen mit spätestens 60 Jahren in Rente gehen wollte, lag dieser Anteil 2005 unter einem Drittel der Befragten. Der Wille und die Bereitschaft hingegen, auch nach dem gesetzlichen Renteneintrittsalter noch erwerbstätig zu sein, nimmt zu. Einer Studie im Jahr 2010 zufolge beantwortete fast die Hälfte (47 Prozent) der 1500 Teilnehmer die Frage, ob sie nach ihrem Eintritt in Rente beziehungsweise Ruhestand noch erwerbstätig sein wollen, mit „ja“ oder „eher ja“.
Der Mentalitätswandel hat verschiedene Ursachen:
1. Das Gefälle zwischen Erwerbs- und Alterseinkommen steigt tendenziell, so dass in vielen Fällen bei einem Ausscheiden aus dem Erwerbsleben Altersarmut droht und Senioren gezwungen sind (soweit ihr Gesundheitszustand das zulässt), auch nach Erreichen des Renteneintrittsalters erwerbstätig zu bleiben.
2. Erwerbstätig zu sein ist für den gesellschaftlichen Status und das Selbstwertgefühl vieler Menschen wichtig. Diese Menschen bemühen sich, ihren alten Status beizubehalten, obwohl sie als Ruheständler finanziell hinreichend abgesichert wären.
3. Insbesondere Hochqualifizierte und Spezialisten sind auf dem deutschen Arbeitsmarkt zunehmend schwer zu ersetzen; ihnen wird signalisiert, dass ihre weitere Mitarbeit in dem Betrieb, in dem sie vor Erreichen des Renteneintrittsalters tätig waren, erwünscht ist.[32]

Die „Senioren-Union“ bewertet das Bundesverfassungsgerichtsurteil von 1959 als nicht mehr zeitgemäß, wonach der Gesetzgeber ein Lebensalter festlegen dürfe, ab dessen Erreichen die Fortführung des Berufes zu untersagen sei.
Im Sommer 2013 erhob ein in Frankfurt am Main tätiger 65-jähriger Lehrer Klage dagegen, dass er gegen seinen Willen pensioniert wurde. Laut zwei Urteilen des Europäischen Gerichtshofs (EuGH) vom 16. Oktober 2007 und vom 12. Oktober 2010 stellt es allerdings keinen Fall von Altersdiskriminierung dar, wenn ein Arbeitnehmer gegen seinen Willen mit Erreichen der gesetzlichen Altersgrenze in den Ruhestand geschickt wird. Am 13. September 2011 hingegen entschied der EuGH, dass eine tarifvertragliche Regelung, die eine starre Altersgrenze von 60 Jahren für Piloten vorsieht, gegen die Richtlinie 2000/78/EG verstößt (EuGH, Urt. v. 13. September 2011 – C 447/09 –).
Die These, es gebe einen weitverbreiteten Wunsch unter Arbeitnehmern, lange erwerbstätig zu bleiben, wurde 2012 durch eine von der Financial Times Deutschland veröffentlichte Umfrage infrage gestellt: Neun von zehn Arbeitnehmern hätten demnach damals die Aussicht, erst mit 67 Jahren die vollen Ruhestandsbezüge zu erhalten, als „Horrorvorstellung“ bewertet.

#### Bildung
Im Jahr 2005 gab es in Deutschland mehr als 18.000 Studenten im Alter von über 60 Jahren. Besonders beliebt bei Senioren sind die Fächer Geschichte, Rechtswissenschaften und Wirtschaftswissenschaften. Ein Aspekt der Altersdiskriminierung ist, dass Lehrende oft davon ausgehen, dass es in den Fachbereichen, die von einem hohen Anteil an Seniorenstudenten betroffen sind, zwischen Seniorenstudenten einerseits und jüngeren Studierenden, teilweise auch Lehrenden andererseits Spannungen gibt. Im Zentrum der Spannungen steht zumeist die Frage, ob Menschen, die ihre neu gewonnenen Qualifikationen nicht beruflich nutzen werden, in den Genuss knapper Ressourcen (Sitzplätze in Hörsälen, Aufmerksamkeit und Zeit Lehrender) kommen sollten. Das Bundesministerium für Bildung und Forschung fördert das Studium von Senioren.

#### Gesundheitswesen, Pflege und Therapie

##### Umgang mit Senioren als „Risikogruppen“
Im Kontext der COVID-19-Pandemie ab 2020 wurde festgestellt, dass das Risiko eines schweren Verlaufs einer Infektion mit dem Erreger bei Senioren deutlich höher ist als bei anderen Infizierten, und dass die Wahrscheinlichkeit des tödlichen Ausgangs der Infektion bei Hochbetagten besonders hoch ist. Es herrscht daher weitgehender Konsens unter Wissenschaftlern, Politikern und der Gesellschaft darüber, dass das Risiko einer Infektion von Senioren in besonderem Maße reduziert werden muss.
Sergej Sobjanin, Bürgermeister Moskaus, ordnete deshalb am 23. März 2020 an, dass über Bürger Moskaus, die 65 Jahre oder älter sind, sowie chronisch Kranke und nur über den genannten Personenkreis vom 26. März bis zum 14. April 2020 eine Ausgangssperre verhängt wurde. Dem Beispiel folgten bis zum 31. März 2020 51 Regionen Russlands. Im September 2020 wurde wieder eine Ausgangssperre über Moskauer Senioren verhängt.
In der Schweiz verhängte der Kanton Uri in der Coronakrise 2020 eine Ausgangssperre über Senioren. Diese Entscheidung wurde vom Bundesamt für Justiz am 21. März 2020 aufgehoben. Der Kanton Tessin verhängte über Senioren am 21. März 2020 ein Einkaufsverbot.
In Deutschland wies der Virologe Christian Drosten darauf hin, dass eine Infektion mit Covid-19 bei 20 bis 25 Prozent der Betroffenen unter den über 80 Jahre Alten tödlich verlaufe. Er empfahl den Senioren dieser Altersgruppe, bis Oktober 2020 ihre Enkel nicht mehr zu betreuen. Eine vom Staat angeordnete besondere Kontaktsperre für Senioren empfahl Drosten, bei Politikern einflussreicher Experte, nicht.
Allerdings teilte Helge Braun (CDU), Leiter des Bundeskanzleramtes, am 28. März 2020 mit, dass auch dann, wenn für Jüngere die im Zuge der Coronakrise beschlossenen Restriktionen gelockert würden, „[ä]ltere Menschen […] noch deutlich länger als Jüngere mit Kontakteinschränkungen rechnen“ müssten. Franziska Giffey (SPD) hingegen erklärte am 9. April 2020 in ihrer Eigenschaft als für Seniorenfragen zuständige Bundesministerin, sie sei nicht der Meinung, „dass wir eine Zweiklassengesellschaft aufmachen sollten zwischen denen, die rausdürfen[,] und denen, die drin bleiben müssen.“ Man könne an die älteren Menschen appellieren, sich vernünftig zu verhalten, statt ihnen verbieten zu wollen, das Haus zu verlassen. „Ältere Menschen sind mündige Bürger“, betonte die Ministerin.
Der Altersmediziner Johannes Pantel wies auf erhebliche psychosoziale und körperliche Folgeschäden einer sozialen Isolation bei älteren Menschen hin und warnte vor einer Entmündigung der Senioren im Namen des Infektionsschutzes.
Im April 2020 gab das Deutsche Institut für Menschenrechte eine Stellungnahme mit dem Titel „Menschenrechte Älterer auch in der Corona-Pandemie wirksam schützen“ ab. Das Institut bewertet die These als richtig, dass der Staat das Recht auf Leben und körperliche Unversehrtheit älterer Menschen auf seinem Staatsgebiet effektiv zu schützen versuchen müsse. Es verurteilt aber die „Fehleinschätzung“, „dass alle älteren Menschen schutzbedürftig sind, weil verkannt wird, dass Ältere keine homogene Gruppe bilden, sondern das Risiko vom individuellen Gesundheitszustand und von der Lebenssituation abhängt. Wird zu häufig betont, dass Ältere vor allem schutzbedürftig seien, werden negative Altersbilder bekräftigt, die dann beim weiteren Umgang mit der Krise auch Grundlage für diskriminierende Regelungen sein können, etwa wenn verlangt würde, dass Ältere schwerwiegende Einschränkungen ihrer Rechte auch für längere Zeit ohne Ausgleichsmaßnahmen hinnehmen sollen.“

##### Rationierung des Empfangs medizinischer Dienstleistungen
Ab ihrem 70. Geburtstag erhalten in Deutschland Frauen keine Einladung mehr zu einem Mammographie-Screening, der wichtigsten Maßnahme zur Früherkennung von Brustkrebs, der häufigsten Krebsart bei Frauen. Ab dem 70. Geburtstag müssen Frauen in Deutschland ein Mammographie-Screening selbst bezahlen. Als willkürlich gilt die Altersgrenze insofern, als die Rest-Lebenserwartung einer ansonsten gesunden 70-jährigen Frau durch einen nicht rechtzeitig erkannten Brustkrebs um Jahrzehnte verringert werden kann. Die Landfrauen im niedersächsischen Landkreis Stade forderten im Dezember 2019, die Altersgrenze auf 75 Jahre anzuheben, da erst nach dem 75. Geburtstag die Wahrscheinlichkeit vernachlässigbar werde, dass eine Frau an einer Brustkrebs-Neuerkrankung sterbe.

„Das Sozialgesetz legt fest, dass die Krankenkassen nur Leistungen bezahlen dürfen, die ‚hinreichend‘, ‚notwendig‘ und ‚wirtschaftlich‘ sind. […] Bei der Bewertung des Alters ist sich […] die Mehrheit einig, dass sie im Zweifel jüngeren Patienten den Vorzug vor älteren geben würden, wobei es durchaus unterschiedliche Schwerpunkte gibt. Eine Gruppe ist bereit, für Kinder das 10- bis 20-Fache als für einen 80-Jährigen auszugeben. Eine andere Gruppe würde sich eher auf die 20- bis 30-Jährigen konzentrieren.“

Allerdings stellte die damalige Bundesgesundheitsministerin Ulla Schmidt 2005 vor dem Deutschen Ärztetag fest: „Eines ist klar: Eine explizite Rationierung in dem Sinne, dass medizinisch notwendige und sinnvolle Leistungen vorenthalten werden, wird es mit mir nicht geben.“
Grundlage altersbezogener Rationierungsmaßnahmen ist allgemein zumeist das Denken in Kategorien der „Rest-Lebenserwartung“: Demnach steigen (nachträglich, vom Todeszeitpunkt eines Menschen aus betrachtet) die Kosten der Behandlung für einen Menschen steil an, je mehr er sich seinem Tod nähert. Die Versuchung liegt also nahe, Menschen in (vermeintlicher) Todesnähe medizinische Dienstleistungen zu verweigern oder sie ihnen oder ihren Angehörigen in Rechnung zu stellen. Dabei wird die von Katastrophenfällen her bekannte Triage-Problematik auf den medizinischen „Normalbetrieb“ übertragen. Aber auch dann, wenn z. B. in einer Notfallsituation die Kapazitäten des Gesundheitswesens nicht ausreichen, um alle Behandlungsbedürftigen angemessen zu versorgen, ist laut der Deutschen Gesellschaft für Menschenrechte ein Behandlungsabbruch zum Zweck der Behandlung einer anderen Person unzulässig. Das Diskriminierungsverbot des Grundgesetzes untersagt Differenzierungen nach dem Alter, einer Behinderung, dem Geschlecht, dem sozialen Status, der ethnischen Herkunft oder Religionszugehörigkeit oder dem (aufgrund von Altersbildern, rassistischen oder ableistischen Stereotypen zugeschriebenen) Wert des weiteren Lebens der betroffenen Person.
Bei der Berechnung der „Rest-Lebenserwartung“ eines Menschen wird oft unterschätzt, wie lange ein älterer Mensch vermutlich noch leben kann, wenn ihm eine Krankheit erspart bleibt, die bei Älteren mit relativ großer Wahrscheinlichkeit zum Tod führt. Im Mai 2020 behauptete z. B. der Tübinger Oberbürgermeister Boris Palmer: „Wir retten in Deutschland möglicherweise Menschen, die in einem halben Jahr sowieso tot wären.“ Im August 2020 behauptete Palmer, dass ein an oder mit COVID-19 Verstorbener durchschnittlich drei Lebensjahre verloren habe. Bereits im Mai 2020 hatte die Tagesschau über wissenschaftliche Untersuchungen berichtet, denen zufolge Personen, die in Deutschland an COVID-19 verstorben sind, durchschnittlich ohne ihre Erkrankung noch neun Jahre zu leben gehabt hätten. Eine im Deutschen Ärzteblatt veröffentlichte Studie kam auf durchschnittlich 9,6 verlorene Lebensjahre. Palmers Äußerungen stießen im Landesverband Baden-Württemberg und im Bundesverband der Partei Die Grünen, der Palmer angehört, auf einhellige Ablehnung.
In der Praxis der Impfungen gegen COVID-19 werden die Ältesten entsprechend ihrem hohen Risiko, an der Krankheit zu sterben, zuerst geimpft, obwohl die Lebenserwartung eines jungen an oder mit COVID-19 Verstorbenen, der nicht früh genug geimpft werden konnte, vermutlich um deutlich mehr Jahre verkürzt wird. Ute Frevert sieht in der Abkehr von der „eugenischen“ Mentalität zu Zeiten der Spanischen Grippe ein Jahrhundert zuvor, der zufolge bloß die Leistungsstarken zu schützen und die anderen preiszugeben seien, die Wirksamkeit der neuen Einsicht: „Jedes Menschenleben ist heute wichtig und schützenswert. Jedes, ohne Unterschiede des Alters und der Belastbarkeit.“
Zweifel und Telser kritisieren die mangelnde Effizienz von Rationierungsmaßnahmen im Alltag des Gesundheitsbetriebs: „Die Rationierung ist ein Mittel der Kriegsbewirtschaftung, das die Präferenzen der Konsumenten nicht respektiert und deshalb hohe Effizienzverluste verursacht, die nur kurzfristig und im höheren Interesse des gemeinsamen Überlebens in äußerster Bedrohung in Kauf genommen werden.“ Anbieter eines „Triage-Tools“ gingen im März 2020 davon aus, dass es im Zuge der COVID-19-Pandemie zu Triage-Situationen kommen werde. Innerhalb einer Minute sei das medizinische Fachpersonal „an der Front“ mit Hilfe der neuen App in der Lage zu entscheiden, wer von den Hilfe erbittenden Patienten vorrangig behandelt werden müsse. In Italien trat bereits Mitte März 2020 der Triage-Fall ein, indem nicht für alle COVID-19-Patienten, die hätten beatmet werden müssen, ein Beatmungsgerät zur Verfügung stand. Im Ergebnis werden junge Menschen ohne Vorerkrankungen, deren Genesungschancen gut sind, vorrangig behandelt, während alte Menschen mit Vorerkrankungen, deren Genesungschancen schlecht sind, nachrangig behandelt werden.
Zumindest in Großbritannien ist die Tendenz des dort über Steuern finanzierten Gesundheitswesens beobachtbar, bestimmte Altersgruppen im Zuge von Rationierungsmaßnahmen von Behandlungen auszuschließen: Systematisch wird dort eine „klinische Priorisierung“ (d. h. eine mit dem Alter abnehmende Punktzahl bei der Aufstellung von Wartelisten) oder gar eine Vorenthaltung medizinischer Leistungen in Abhängigkeit vom Alter praktiziert.

##### Ausschluss von der Blutspende
Interne Bestimmungen des Deutschen Roten Kreuzes, wonach Menschen, die zur Blutspende bereit sind, ab einem gewissen Alter abgewiesen werden sollen (69 Jahre für alle Spender, 60 Jahre für Erstspender), wurden 2009 aufgehoben. Begründet wird dieser Schritt damit, dass es eine „Entwicklung zu einer ‚age-irrelevant society‘, also [einer] ‚man ist so alt, wie man sich fühlt Gesellschaft‘“ gebe und dass es einen zunehmenden Mangel an Blutkonserven gebe. Es liege jetzt im Ermessen der Ärzte, eine Zulassung zur Blutspende vom individuellen Gesundheitszustand der spendewilligen Person abhängig zu machen. Damit solle dem sogenannten „biologischen Alter“ bei der Beurteilung der Spendefähigkeit mehr Gewicht gegeben werden. Das Österreichische Rote Kreuz hat einen vergleichbaren Beschluss bereits 2008 gefasst.

##### Mangelhafte Pflege
Nach einem Bericht des Sozialverbands Deutschland zeigt sich Altendiskriminierung in Pflege- und Altenheimen, indem jährlich mindestens 10.000 Menschen aufgrund von Vernachlässigung und Mangelversorgung vorzeitig sterben (vgl. Pflegeskandale). Seit Frühjahr 2001 muss sich die Bundesrepublik wegen der Missstände in Alten- und Pflegeheimen vor der UNO verantworten.
Der Medizinische Dienst der Spitzenverbände der Krankenkassen (MDS) stellte in seinem 2. Pflegequalitätsbericht nach § 118 Abs. 4 SGB XI im August 2007 nach 4.215 Besuchen in Heimen und 3.736 Überprüfungen von Pflegediensten in den Jahren 2004 bis 2006 folgende Qualitätsmängel fest:
- Mängel bei Ernährung und Flüssigkeitszufuhr: stationär 34 Prozent, ambulant 30 Prozent
- Defizite in Dekubitusprophylaxe/-versorgung: stationär 36 Prozent, ambulant 42 Prozent
- Gesundheitsgefährdende Pflege: zehn Prozent der Heimbewohner, sechs Prozent ambulant Versorgten[69]

Die Delegierten des 109. Deutschen Ärztetages forderten 2006 konkrete Maßnahmen, um die Rechte Pflegebedürftiger zu stärken. Es sei eine wirksame Kontrolle der Anbieter von Pflegedienstleistungen notwendig, und Heimbegehungen sollten häufiger und ohne Voranmeldung erfolgen.
Die Qualität der Pflege soll durch § 80 SGB XI garantiert werden. Seit 2009 sichert der § 112 SGB XI die Qualität der Pflege.

##### Ursachen der Vernachlässigung älterer Menschen
Rolf D. Hirsch sieht verschiedene Ursachen für eine unsachgemäße und altersdiskriminierende therapeutische Behandlung von Älteren:
- Ageism: allgemeines Vorurteil, welches verhindert, die Ansprüche älterer Menschen an Gesellschaft und Betreuungsversorgung angemessen wahrzunehmen (Illhardt 1995)
- Psychiatrie: fehlende Gleichstellung psychisch Kranker mit somatisch Kranken
- Gerontophobie: fehlender Wille zur Auseinandersetzung mit Problembereichen des Alters und des Alterns
- Gerontophilie: Verkindlichung und Verniedlichung der Alten
- Therapeutischer Nihilismus: Vorurteil, alte Menschen seien nicht mehr therapierbar bzw. „therapieunwürdig“
- Ignoranz: Vorurteil, Gerontopsychiatrie bedürfe keines Spezialwissens
- Kosten-Nutzen-Bilanz: Diskurs über wirtschaftliche Belastung der Gesellschaft durch demographische Alterung in Verbindung mit dem o. g. Denken in Kategorien der „Rest-Lebenserwartung“ (vgl. den versicherungsmathematischen Begriff des „Langlebigkeitsrisikos“).

#### Politik
Der Bundeskanzler der BRD Konrad Adenauer war bei Amtsantritt 73 Jahre alt und schied mit 87 Jahren aus dem Amt aus. Bis zu seinem Tod mit 91 Jahren war Adenauer Bundestagsabgeordneter. In der Endphase des Wahlkampfs um das Amt des Präsidenten der Vereinigten Staaten von Amerika 2016 traten die damals 69 Jahre alte Hillary Clinton und der damals 70 Jahre alte Donald Trump gegeneinander an. Auch 2020 standen für die US-Amerikaner zwei Senioren als Kandidaten für das Amt ihres Präsidenten zur Wahl: wiederum Donald Trump (inzwischen 74 Jahre alt) und Joe Biden (damals fast 78 Jahre alt). Beide Politiker traten am Anfang des Wahlkampfs 2024 wieder gegeneinander an, Trump im Alter von 78 und Biden im Alter von 81 Jahren. Das Alter Bidens entwickelte sich zum zentralen Thema im Wahlkampf, bis Biden im Juli 2024 seine Kandidatur zurückzog.
In einigen Ländern der Bundesrepublik Deutschland hingegen gibt es ein Höchstalter, das jemand nicht überschreiten darf, der für das Amt des direkt gewählten (Ober-)Bürgermeisters kandidiert. Das gilt auch für bisherige Amtsinhaber. So durften 2011 am Tag der Wahl Kandidaten in Baden-Württemberg, Bayern, Niedersachsen, Rheinland-Pfalz, Sachsen, Sachsen-Anhalt und Thüringen nicht älter als 65 Jahre sein, in Hessen nicht älter als 67 Jahre. Ähnliches galt 2011 in einigen der Länder für Landratskandidaten.
Kritisiert wurde an den 2011 außerhalb Hessens gültigen Regelungen, dass sie überholt seien, da die Regelaltersgrenze für Beamte schrittweise auf 67 Jahre angehoben werde. Außerdem zeige das Beispiel Konrad Adenauers, dass Politiker im Rentenalter nicht von ihren Aufgaben überfordert sein müssten, zumal sie für ihre Amtsführung das Votum der Wähler benötigten. Bei den o. g. Bundestagswahlen hielt eine Mehrheit der Wähler Adenauers hohes Alter nicht für einen hinreichenden Grund, derjenigen Partei ihre Stimme zu verweigern, der er angehörte.
Darüber hinaus lade dann, wenn eine 64 Jahre alte Person für ein politisches Amt kandidieren wolle, das „Fallbeil-Datum“ 65. Geburtstag zu Manipulationen ein: Da Stadt- oder Gemeinderäte bzw. Kreistage über den Termin der Wahl des Hauptverwaltungsbeamten in ihrer Gebietskörperschaft im Rahmen eines vorgegebenen Zeitkorridors entscheiden, ist es möglich, dass sie Personen, die der Rats- bzw. Kreistags-Mehrheit genehm sind, die Kandidatur durch eine Terminsetzung vor deren 65. Geburtstag ermöglichen; wird hingegen ein Wahltermin knapp nach diesem Geburtstag beschlossen, entfällt von Rechts wegen die Möglichkeit zu einer Kandidatur.
Einige Länder haben inzwischen (Stand: November 2019) ihre Altersgrenze auf 67 Jahre angehoben.

#### Teilnahme am Straßenverkehr
Das Führen eines Kraftfahrzeugs stellt hohe Anforderungen an die mentalen und sensorischen Funktionen eines Menschen. Da besonders Letztere im Laufe eines Lebens bereits frühzeitig Abbauprozessen unterliegen, erwarten viele für ältere Fahrer ein erhöhtes Unfallrisiko.
Aus Statistiken geht allerdings hervor, dass der Anteil derjenigen, die einen Unfall schuldhaft verursacht haben, ab dem 25. Lebensjahr sinkt. Zwar nimmt ab dem 70. Lebensjahr die Zahl der Verletzten pro gefahrenen Kilometer wieder zu; sie erreicht aber erst bei über 80 Jahre alten Fahrern das Niveau der 18–24-Jährigen (von denen einzelne Teilgruppen, je nach Geschlecht, Ausbildung und Herkunft, nochmals deutlich erhöhte Risikowerte zeigen). Obwohl „der Entzug oder die Verweigerung einer Fahrerlaubnis […] eine rechtlich sehr schwerwiegende Maßnahme“ darstellt, weil sie „das in allen europäischen Ländern jeweils garantierte Recht auf ungehinderte Mobilität“ berührt, wird immer wieder die Forderung laut, ältere Kraftfahrer müssten „aus dem Verkehr gezogen werden“.

#### Intersektionale Diskriminierung
Eine Studie des Instituts für Medienforschung der Universität Rostock ergab 2017, dass die „Sichtbarkeit“ von Frauen auf Leinwänden und Bildschirmen von Film und Fernsehen mit zunehmendem Alter stetig abnehme. Bis zu einem Alter von etwa 30 Jahren seien Männer und Frauen noch gleich häufig zu sehen; von den vor der Kamera zu sehenden Personen ab 50 Jahren sei nur noch ein Viertel weiblich. Diese Entwicklung sei in allen Sendern, allen Formaten und Genres die gleiche, auch im Kinofilm. Eine im Februar 2022 veröffentlichte Analyse des Instituts über Geschlechterdarstellungen in deutschen Kinofilmen von 2017 bis 2020 stellt nun heraus, dass Frauen zwar inzwischen fast ebenso häufig als Protagonistinnen sichtbar seien wie Männer, weiterhin jedoch weniger vielfältige Rollen besetzten. Allerdings nehme immer noch die „Sichtbarkeit“ von Frauen mit zunehmendem Alter stetig ab. Während das Phänomen der „abnehmenden Sichtbarkeit“ bei Frauen bereits mit 30 Jahren einsetze, geschehe dies bei Männern erst mit 50 Jahren. Es handelt sich hierbei um eine intersektionale Diskriminierung im Sinne einer Überlagerung zweier Kategorien von Diskriminierung: Sexismus und Altersdiskriminierung.
Silke Burmester billigte im Februar 2022 den Medien zu, dass sie sich aktuell bemühten, bislang marginalisierte Bevölkerungsgruppen auf dem Bildschirm bzw. der Leinwand „sichtbar“ zu machen, und insofern dem Leitbild der Diversität folgten. In erster Linie gehe es dabei aber um Herkunft und Hautfarbe. „Dann folgt der Genderdiskurs mit seinen vielen Facetten, darauf Body Positivity und nach ausreichender Lücke rücken die Menschen mit Behinderung ins Bild.“ Letztlich müssten, so Burmester, auf dem Bildschirm gezeigte Frauen nach Ansicht männlicher Filmemacher, die immer noch die Branche dominierten, „fuckable“ sein, und das seien sichtbar alternde und alte Frauen (scheinbar) nicht.

#### Weitere Bereiche
Diskriminierung (im Sinne von Benachteiligung bei der Zuteilung von Chancen in verschiedensten Lebensbereichen) gibt es auch bei der Möglichkeit der Bürger, Waren und Dienstleistungen kaufen zu können. So spielt das Alter beim Abschluss und der Prämienhöhe von Lebens-, Kranken- und Reiserücktrittsversicherungen eine wesentliche Rolle. Das Alter ist wichtiger Faktor bei der Vergabe von Krediten oder Hypotheken durch Geldinstitute (es wird scheinbar neutral bei der Prüfung der Geschäftsfähigkeit erhoben). Ein fortgeschrittenes Alter macht sich bei Kreditscoring-Verfahren durch eine Verringerung des Punktwerts negativ bemerkbar.
In die engere Wahl für das „Unwort des Jahres“ kam 2005 der Begriff „Langlebigkeitsrisiko“. Durch diesen versicherungsmathematischen Begriff wird die Tatsache, dass die Menschen in den Industrieländern eine zunehmend höhere Lebenserwartung haben, als „Problem“ definiert (als ob die Probleme der Finanzierung der Altersrenten dadurch bedingt wären, dass Menschen „einfach nicht sterben wollen“).
Mit der Frage, ob eine starre Altersgrenze von 70 Jahren in der Rennordnung eines Trabrennsportverbandes zulässig ist, befasste sich das Kammergericht: Es sieht jedenfalls dann, wenn sich diese Altersgrenze auf keinerlei medizinische, z. B. gerontologische, arbeits- oder sportmedizinische, Erkenntnisse stützt, einen Verstoß gegen das Verbot der Altersdiskriminierung als erfüllt an.

### Reaktionen

#### Selbsthilfeorganisationen
Viele Gruppen haben sich in verschiedenen Ländern gebildet, um gegen Altendiskriminierung zu kämpfen. Dazu zählen:
- Deutschland
  - Graue Panther, gegründet von Trude Unruh
  - Büro gegen Altersdiskriminierung
- Großbritannien
  - Age Concern
  - Help the Aged
- Frankreich:
  - Les petits Frères
- Schweiz
  - Die Vereinigung aktiver Senioren- und Selbsthilfe-Organisationen der Schweiz
- USA
  - Americans for a Society Free from Age Restrictions
  - Gray Panthers: In den frühen 1970er, gründete Maggie Kuhn die Gray Panthers, eine Organisation mit dem Ziel, alle Formen von Altersdiskriminierung zu beseitigen.
  - Old Lesbians Organizing for Change (OLOC)
  - National Youth Rights Association
- weltweit: Weltaltenplan

#### Gewerkschaften
In den USA haben zahlreiche Gewerkschaften den Kampf gegen Altendiskriminierung aufgenommen. Ein prominentes Beispiel ist die Writers Guild of America West, eine Vereinigung von Drehbuchautoren, die seit 2002 in umfangreichen juristischen Auseinandersetzungen mit der Unterhaltungsindustrie steht, um die Diskriminierung von Drehbuchautoren aufgrund ihres Alters zu beenden.

## Diskriminierung jüngerer Menschen
„Jugenddiskriminierung“ gibt es nicht nur in Form diskriminierenden Handelns, sondern auch in Form diskriminierenden Denkens (diesem Denken zufolge mögen z. B. alle Teenager Rockmusik, sind unreif und widerspenstig und benutzen Slang) und Sprechens. Der entscheidende Unterschied zwischen der „Jugenddiskriminierung“ und der „Altendiskriminierung“ liegt darin, dass die Phase des „Zu-jung-Seins“ bei den meisten mit einer Akzeptierung als „Menschen im richtigen Alter“ endet, während die Diskriminierung alter Menschen nicht durch bloßes Älter-Werden aufhören kann.

### Gesetzliches Mindestalter
Keinen Fall von „Diskriminierung“ stellen nach herrschender juristischer Auffassung gesetzliche Regelungen dar, die an das Faktum der Minderjährigkeit anknüpfen. Kinder und Jugendliche werden also nicht durch Bestimmungen etwa über die Geschäftsfähigkeit „diskriminiert“.
Allerdings gibt es in Deutschland Bestrebungen, auch Kindern und Jugendlichen das aktive Wahlrecht zuzugestehen (mit der Begründung, dass das Argument nicht stichhaltig sei, wonach die politische Bildung Minderjähriger durchweg mangelhaft sei, die politische Bildung Volljähriger hingegen nicht).
Auf dem „V. lateinamerikanische Treffen und dem I. Mini-Weltgipfel der arbeitenden Kinder“ von Huampani (Peru) 1997 forderten die Delegierten: „Wir beanspruchen das Recht zu arbeiten für jede Person ungeachtet ihres Alters unter Beachtung aller Menschenrechte, mit spezieller Berücksichtigung der Bedingungen als Kinder und Jugendliche und unter Einhaltung aller individuellen und kollektiven Arbeitsrechte in sämtlichen Arbeitsbereichen“, mithin die Abschaffung der rigiden Vorschriften zum Schutz von Kindern und Jugendlichen vor Kinderarbeit.
Behandelt wird die ungerechtfertigte Benachteiligung von Kindern und Jugendlichen (Adultismus bzw. generationale Ordnung) in der Pädagogik sowie insbesondere in der modernen Kindheitssoziologie.

### Langer Datenschatten
Die Quote derjenigen, die eine Krebserkrankung vollständig ausheilen können, beträgt bei jungen Erwachsenen über 80 %. Eine seit Jahrzehnten ausgeheilte Krebserkrankung führt nicht dazu, dass ein Antragsteller einem höheren Risiko im Hinblick auf einen abzuschließenden Vertrag ausgesetzt ist als ein Gleichaltriger ohne die Vorerkrankung. Dennoch müssen sie ihre Vorerkrankung Jahrzehnte lang angeben, wenn sie z. B. eine Versicherung abschließen oder ein Kind adoptieren wollen. Unter Hinweis auf ihr vermeintlich, trotz ärztlich bescheinigter Heilung, erhöhtes Risiko wird ihnen der Abschluss z. B. einer Risikolebensversicherung, einer Berufsunfähigkeitsversicherung oder die Adoption eines Kindes verwehrt oder erschwert. 

Kritiker bewerten dieses Verhalten als eine Form der Altersdiskriminierung. Die Deutsche Krebshilfe charakterisiert den Unterschied zwischen jüngeren und älteren (früher) an Krebs Erkrankten mit den Worten: „Auch junge Menschen können Krebs bekommen, sie stehen dann allerdings vor anderen Herausforderungen als ältere Betroffene.“ Die diskriminierten jungen Menschen hätten, so die Kritiker, eine Vielzahl von „Meilensteine[n] des Lebens […] noch vor sich“. Dabei wirke die alte Diagnose „Krebs“ als Handicap, wenn es Pflicht sei, sie lebenslang anzugeben. 

Die Kritiker fordern ein „Recht auf Vergessen“.

### Diskriminierung im Erwerbsleben

#### Dienstalterregelungen und Erfahrungszeiten
Als Diskriminierung junger Menschen gilt auch, wenn diese allein wegen ihres Lebensalters weniger verdienen als ältere Arbeitskollegen. Das haben das Bundesarbeitsgericht und der Europäische Gerichtshof entschieden. Eine ungleiche Vergütung aufgrund der tatsächlichen Länge der Diensttätigkeit, also auf der Grundlage von „Erfahrungszeiten“ (wonach z. B. ein 21-jähriger Berufsanfänger nicht weniger verdient als ein 31-jähriger Berufsanfänger), gilt hingegen nicht als Form der Altersdiskriminierung. Nach Ansicht des Bundesarbeitsgerichts und der deutschen Bundesregierung sei die höhere Vergütung durch die größere Berufserfahrung des Angestellten gerechtfertigt und zugleich solle sie dessen Betriebstreue belohnen. Der EuGH führt aus, dass die Berufserfahrung grundsätzlich ein legitimes Ziel der Entgeltpolitik darstelle. Eine Ungleichbehandlung könne hierdurch gerechtfertigt sein. Dem Einwand, ein Beamter erhalte zu einem bestimmten Zeitpunkt nur deshalb mehr Geld, weil er älter geworden sei (eine mögliche Folge der Anwendung des Prinzips der „Erfahrungszeiten“), begegnet die Berücksichtigung des Leistungsaspekts in § 27 Abs. 5 der neuesten Fassung des Bundesbesoldungsgesetzes (BBesG): „Wird festgestellt, dass die Leistungen des Beamten oder Soldaten nicht den mit dem Amt verbundenen Anforderungen entsprechen, verbleibt er in seiner bisherigen Stufe des Grundgehaltes.“

#### Berechnung von Beschäftigungszeiten
Das Landesarbeitsgericht Berlin-Brandenburg hat in einem Urteil (LAG Berlin-Brandenburg, Urteil v. 24. Juli 2007 – 7 Sa 561/07) die Vorschrift des § 622 BGB Abs. 2 Satz 2 für unanwendbar erklärt, wonach bei der Berechnung der Beschäftigungsdauer Zeiten, die vor der Vollendung des 25. Lebensjahres des Arbeitnehmers liegen, nicht berücksichtigt werden. Diese Regelung diskriminiere junge Menschen. Diese Auffassung wurde im Wesentlichen vom Europäischen Gerichtshof bestätigt.

#### Kündigungsschutz und Sozialpläne
Generell steht die gesetzlich (nach § 1 des Kündigungsschutzgesetzes) gebotene Bevorzugung älterer Arbeitnehmer bei Kündigungen und Sozialplänen unter dem Verdacht, gegen Europarecht zu verstoßen. Allerdings hält das Bundesarbeitsgericht eine Erörterung der Frage, in welche wirtschaftliche Lage ein zu Entlassender gerät, für rechtlich zulässig. Es entspreche einem allgemeinen (legitimen) sozialpolitischen Interesse, dass Sozialpläne danach unterscheiden können, welche wirtschaftlichen Nachteile den Arbeitnehmern drohen, die durch eine Betriebsänderung ihren Arbeitsplatz verlieren. Auf der Grundlage dieser Betrachtungsweise dürfen z. B. Ansprüche rentenberechtigter Arbeitnehmer aus Regelungen des Sozialplans reduziert werden. Die Berücksichtigung der Rentennähe als Kriterium zeigt, dass es bei Sozialplänen nicht generell um eine Bevorzugung älterer Arbeitnehmer geht, da eine unfreiwillige „Verrentung“ voll erwerbsfähiger älterer Arbeitnehmer von diesen als eine Form der Altersdiskriminierung empfunden werden kann.

#### Urlaubsanspruch
Das Bundesarbeitsgericht hat am 20. März 2012 die Vorschrift des § 26 TVöD (Tarifvertrag für den öffentlichen Dienst) für unzulässig erklärt, wonach öffentlich Bediensteten mit unter 30 Jahren 26 Arbeitstage, mit 30 bis unter 40 Jahren 29 Arbeitstage und mit über 40 Jahren 30 Arbeitstage Erholungsurlaub zustehen. Die tarifliche Urlaubsstaffelung verfolge nicht das legitime Ziel, einem gesteigerten Erholungsbedürfnis älterer Menschen Rechnung zu tragen. Ein gesteigertes Erholungsbedürfnis von Beschäftigten bereits ab dem 30. bzw. 40. Lebensjahr ließe sich auch kaum begründen. Auch Beschäftigten unter 40 Jahren stehen somit 30 Urlaubstage im Jahr zu. Da hingegen eine Regelung in der Firma Birkenstock, wonach 58-Jährige zwei Urlaubstage im Jahr mehr erhalten als Jüngere, an dem erhöhten Erholungsbedürfnis Älterer anknüpfe, die in der Produktion schwer körperlich arbeiten, sei diese Bevorzugung rechtlich zulässig. Diese Auffassung bestätigte das Bundesarbeitsgericht am 21. Oktober 2014.

### Vertreibung aus der Öffentlichkeit
Oftmals wird die Anwesenheit von Jugendlichen an bestimmten Orten als störend empfunden. Durch ein spezielles Beschallungssystem können gezielt Menschen mit der für junge Menschen typischen Fähigkeit zur Wahrnehmung sehr hoher Töne von Aufstellungsorten vertrieben werden, da diese und nur sie die von dem System ausgestrahlten hochfrequenten Töne als äußerst unangenehm empfinden. In Österreich hat der Nationalrat Anfang 2008 ein Verbot solcher Systeme gefordert.

### Diskriminierung in der Politik
Wenn junge Leute sich dagegen wehren, dass sie zu höheren Abgaben zur Finanzierung der sozialen Sicherungssysteme herangezogen werden sollen, dann kann man das auch als Kampf gegen eine Form der „Jugenddiskriminierung“ bewerten, die darin besteht, dass die aus demographischen Gründen immer größer werdende Mehrheit älterer Menschen ihre Interessen in der Politik unter Missachtung der „Minderheitenrechte“ Jüngerer geltend macht. Auch die Tatsache, dass Jüngere unter den Politikern unterrepräsentiert sind, kann als Form der Altersdiskriminierung bewertet werden (Wirksamkeit von „old boys’ networks“ in Parteien). Alt-Bundespräsident Roman Herzog warnte sogar vor einer „Rentnerdemokratie“. Dass älteren Menschen das Wohlergehen der nachrückenden Generationen gleichgültig sei, kann allerdings durch empirische Analysen nicht bestätigt werden.
Ein konkretes Beispiel für die Diskriminierung jüngerer Personen in der Politik ist in Österreich die Bestimmung, dass man das passive Wahlrecht zum Bundespräsidenten erst ab dem vollendeten 35. Lebensjahr erhält.
Zum Komplex „Diskriminierung jüngerer Leute“ gehört schließlich auch die öffentliche Verschuldung, indem junge Menschen Geld für die Bezahlung von Leistungen aufbringen müssen, von denen sie nicht in jedem Fall profitieren. Einen Vorteil von der Schuldenaufnahme haben die zur Zurückzahlung Verpflichteten vor allem dann nicht, wenn mit öffentlichen Krediten Konsumausgaben und nicht Investitionen finanziert werden und wenn sie zum Zeitpunkt dieser Ausgaben noch nicht gelebt haben, also keinen persönlichen Nutzen von ihnen haben konnten.

### Diskriminierung durch Sprache

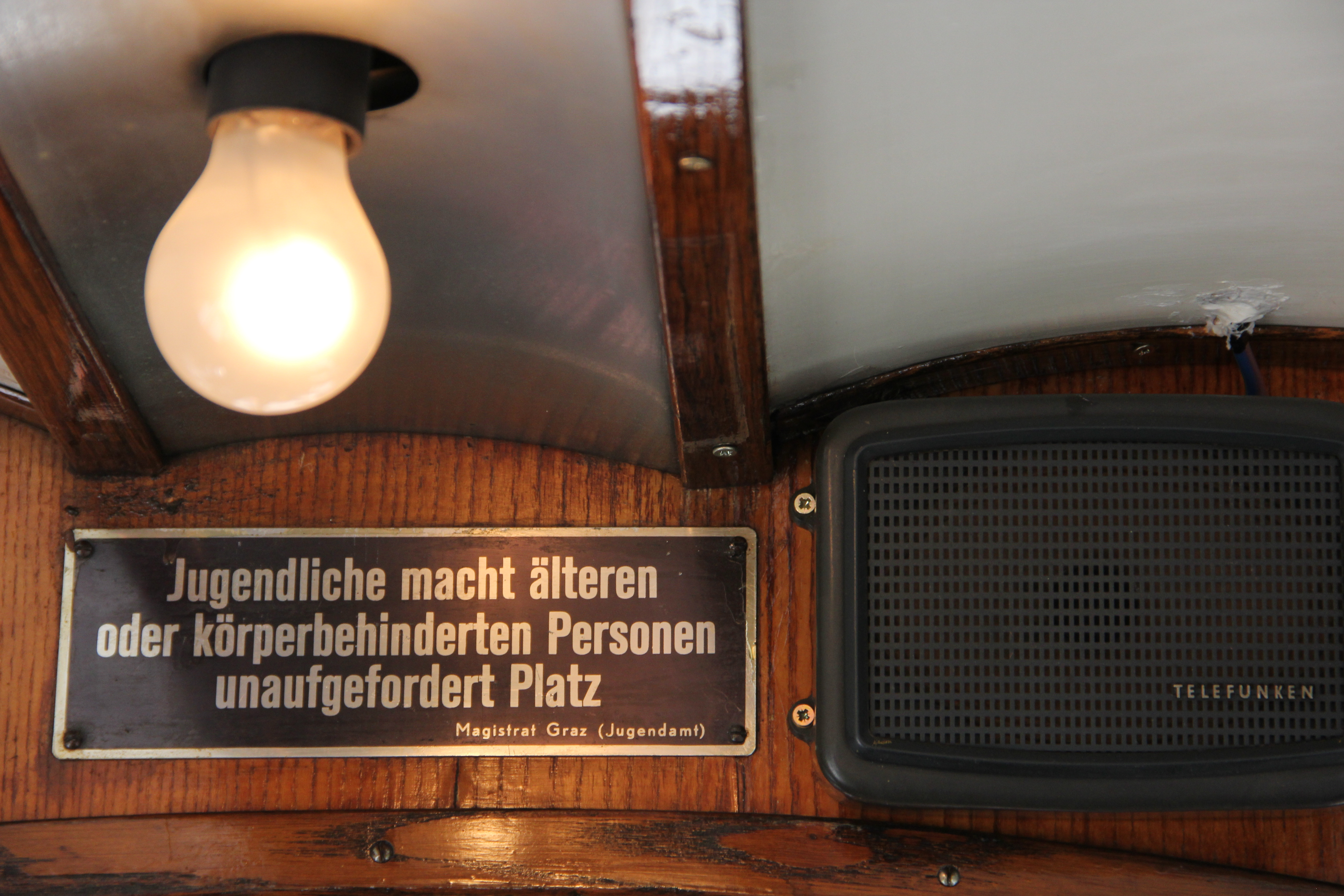
Historisches Schild in der Grazer Straßenbahn: „Jugendliche macht älteren oder körperbehinderten Personen unaufgefordert Platz“

Sprachlich diskriminiert werden junge Menschen vor allem dadurch, dass Begriffe wie „Kind“, „Junge“ oder „Mädchen“ auf unpassende Altersjahrgänge angewendet werden. Außerdem werden jüngere volljährige Menschen oft einfach geduzt, obwohl die Höflichkeitsform „Sie“ angebracht wäre. Nach dem deutschen Recht gelten bereits 14-Jährige nicht mehr als „Kinder“, sondern als „Jugendliche“. Volljährige sind weder „Kinder“ noch „Jungen“ oder „Mädchen“. Ein Problem stellt der Umstand dar, dass der Begriff „Kinder“ auch im Sinne von „Söhne und Töchter“ gebraucht wird; insofern bleiben Menschen lebenslang „Kinder“ ihrer Eltern. Die Bezeichnungen „Kind“, „Mädchen“ oder „Junge“ korrelieren oftmals mit einer entsprechenden, die so Bezeichneten wenig wertschätzenden und ernst nehmenden Behandlung von Jugendlichen und jungen Erwachsenen durch Sprecher der älteren Generationen.

## Diskriminierung von Angehörigen der mittleren Generation
Typisch für die Diskriminierung von Erwachsenen der Jahrgänge, deren Angehörige in der Regel als „erwerbsfähig“ gelten, ist der Umstand, dass ihnen sowohl vorgehalten wird, „zu jung“ als auch „zu alt“ zu sein.
Ein typisches Beispiel hierfür sind Menschen, die weit vor dem gesetzlichen Renteneintrittsalter gesundheitlich so stark beeinträchtigt sind, dass sie auf dem Ersten Arbeitsmarkt nur theoretisch Arbeit finden können. Oftmals sind sie durch jahrelange harte körperliche Arbeit vorzeitig verschlissen. Der „Bundesverband der Rentenberater“ bringt die Misere auf den Punkt: „Chronisch Kranke [sic!] Menschen über 50 haben so gut wie keine Chance auf einen Job, aber: Wer theoretisch noch sechs Stunden am Tag irgendeine Arbeit machen kann, bekommt keine Rente wegen Krankheit. Erst bei weniger als sechs Stunden spielt die Vermittelbarkeit eine Rolle.“
Als eine Form der Diskriminierung von „Noch-nicht-Senioren“ werden auch willkürlich gesetzte Altersgrenzen in Verbindung mit massiven Vergünstigungen für diejenigen empfunden, die diese erreicht haben. So muss etwa in einem schwedischen Freizeitpark eine 59-jährige Großmutter, die ihre Enkel begleitet, in der Hauptsaison 275 Schwedische Kronen Eintritt bezahlen, während der Eintrittspreis für den 60-jährigen Großvater nur 100 Schwedische Kronen beträgt, obwohl erwerbstätige Schweden durchschnittlich erst mit 63,8 Jahren in den Ruhestand treten (zur rechtlichen Bewertung siehe Preisdifferenzierung#Rechtsfragen und Preisdifferenzierung#Beispiel: Eintritt in Freizeiteinrichtungen). Generell besteht ein Problem bei der pauschalen Begünstigung von Senioren aufgrund ihres Alters darin, dass von ihr auch wohlhabende Senioren profitieren, was als Pervertierung des Sozialstaatsgedankens bewertet werden kann. 2001 kritisierte Elisabeth Niejahr: „Erst langsam hat sich die Erkenntnis durchgesetzt, dass die Gleichung ‚Alt gleich arm‘ nicht mehr zeitgemäß ist. Dennoch nützen unterschiedlichste ‚Seniorenrabatte‘ bei öffentlichen Einrichtungen nach wie vor im Extremfall auch dem 90-jährigen Milliardär. Auf absehbare Zeit wird das soziale Gefälle innerhalb der Generationen größer bleiben als das zwischen den Generationen.“ Der Sozialstaat müsse sich auf die Armen konzentrieren.

## Der „Krieg der Generationen“
Die Psychologie beschreibt das jetzige und künftig zu erwartende Verhältnis der Generationen als „auf wechselseitige Harmonie angelegt“ – denn die heute Jungen wissen, dass sie selbst ständig altern und eines Tages zur Seniorenkohorte gezählt werden und dass sie dann ebenfalls auf Solidarität angewiesen sein werden. Umgekehrt denken viele Ältere angesichts zunächst kritisierter Verhaltensformen der aktuell Jungen an ihre eigene Jugend. Außerdem wollen die Senioren, zumindest dann, wenn sie selbst Kinder haben, in aller Regel für die nachfolgende Generation oder die Enkelgeneration positive Beiträge leisten (sozusagen ein ideelles generatives Verhalten) und sind deswegen in weitem Maß bereit, in erheblichem Umfang zu deren Wohlfahrt beizutragen, sei es durch eigene Leistungen oder durch Zurücknahme eigener Ansprüche
(„Bescheidung“, vgl. Paul Baltes, cit. nach).
Dennoch ist in den Medien, v. a. auch mit Blick auf kinderlose Alte (vgl. oben), immer wieder von sich verschärfenden Generationenkonflikten und Gerontophobie die Rede. Oft haben die beschriebenen Konflikte den Charakter eines Verteilungskampfs. Die Lohnersatzleistung Rente, die auf lebenslang geleisteten Beiträgen in ein gesetzlich geregeltes Versicherungssystem basiert, wird dabei als ungerechtfertigte Inanspruchnahme von Sonderrechten des Alters dargestellt. Die Rentnerschwemme, wird moniert, bedrohe den Lebensstandard der jüngeren Bevölkerung, und es wird vor Generationenkonflikten, ja sogar einem möglichen „Generationenkrieg“ gewarnt, wenn auf diese oder jene Leistungen des Versicherungssystems nicht verzichtet werde (z. B. 2003 vom damaligen Junge-Union-Vorsitzenden Philipp Mißfelder).

## Rechtliche Bewertung

### Deutsches Recht
Im Rahmen der Diskussion der konkreten Umsetzung von Menschenrechten wird die Bundesrepublik 2006 vom Deutschen Institut für Menschenrechte in zwei verschiedenen Zusammenhängen wegen altersdiskriminierender Zustände kritisiert:
- benachteiligende, menschenrechtswidrige Behandlung in Pflegeheimen,
- Armut von Kindern.

Das Grundgesetz Deutschlands kennt allerdings kein ausdrückliches Diskriminierungsverbot wegen des Alters. Ein Antrag der Senioren-Union auf dem CDU-Bundesparteitag 2011, in das Grundgesetz den Satz einzufügen: „Niemand darf wegen seines Lebensalters benachteiligt werden.“, wurde von den Antragstellern zurückgezogen. Jedoch wird im allgemeinen Gleichheitssatz des Artikels 3, Absatz 1, generell die Gleichheit aller Menschen vor dem Gesetz als Grundrecht festgeschrieben. Außerdem gilt die Charta der Grundrechte der Europäischen Union, in der in Art. 21 das Verbot der Altersdiskriminierung festgeschrieben ist, auch in Deutschland. Auf einfachgesetzlicher Ebene verbieten und sanktionieren §§ 1, 7, 15 AGG u. a. auch die Altersdiskriminierung.
Für alle Fälle von Ungleichbehandlung gilt die Vorgabe des Bundesverfassungsgerichts: „Der allgemeine Gleichheitssatz gebietet […], wesentlich Gleiches gleich, wesentlich Ungleiches entsprechend verschieden zu behandeln. Die Ungleichbehandlung (oder die Gleichbehandlung) muss auf einem sachlichen Grund beruhen, sie darf nicht willkürlich sein (Willkürverbot).“ Daraus folgt z. B., dass kleine Kinder aufgrund ihrer eingeschränkten Fähigkeit, mit Freiheitsrechten verantwortungsvoll umzugehen, diese nicht in demselben Umfang wie Erwachsene genießen dürfen. Entsprechende rechtliche Regelungen gelten nicht als „Diskriminierung“, da sie nicht willkürlich sind.
Darüber hinaus ist die Frage strittig, inwieweit ein Diskriminierungsverbot auf die Beziehungen zwischen Privatpersonen anwendbar ist (vgl. die Problematik der Drittwirkung von Grundrechten). Zu beachten ist in vielen Fällen das Prinzip der Vertragsfreiheit. Wenn z. B. Marketing-Analysen ergeben haben, dass in bestimmten (Alters-)Gruppen die Bereitschaft, ein bestimmtes Produkt zu kaufen oder eine bestimmte Dienstleistung in Anspruch zu nehmen, aus der Sicht des jeweiligen Anbieters nicht groß genug ist, können diese Gruppen durch gezielte Rabatte als Kunden geworben werden, ohne dass diese Maßnahme als verbotene Begünstigung bewertet werden müsste. Eine „Preisdifferenzierung durch Screening“ – die Käufer, die für die verschiedenen Preise vorgesehen sind, werden vom Unternehmen selektiert; sie werden nach einem Kriterium identifiziert (Screening); wer das Kriterium für den niedrigen Preis nicht erfüllt, muss den höheren bezahlen – ist im Prinzip nicht verboten. So stellt z. B. die Regelung, wonach Menschen erst ab dem 60. Geburtstag einen Anspruch auf die ermäßigte „Bahncard 50“ der Bahn AG haben, keine unzulässige Begünstigung älterer Menschen dar, sondern eine „normale Marketingmaßnahme“.

### Europäisches Recht
Ein Verbot von Altersdiskriminierung ist in der Charta der Grundrechte der Europäischen Union enthalten.
Darüber hinaus verlangt, im Sinne einer Umsetzung der Europäischen Menschenrechtskonvention, die Richtlinie 2000/78/EG (Gleichbehandlungsrahmenrichtlinie) von den Mitgliedsstaaten unter anderem die Umsetzung des Verbots der Altersdiskriminierung durch Anpassung der nationalen Gesetze bis spätestens zum 2. Dezember 2006. In Deutschland wurde zu diesem Zweck auf den 18. August 2006 das Allgemeine Gleichbehandlungsgesetz in Kraft gesetzt. Benachteiligungen aufgrund des Alters sind somit im Anwendungsbereich dieses Erlasses ausdrücklich nicht mehr zulässig.
Die Richtlinie 2000/78/EG lässt allerdings in Artikel 6 bestimmte angemessene Formen einer Ungleichbehandlung wegen des Alters zu (etwa im Bereich des Beschäftigungszugangs, Dienstalter-Mindest- und Höchstanforderungen, sowie Altersgrenzen in Sozialsystemen).
Eine Altersgrenze von 35 Jahren für die Polizeibeamten-Einstellung ist laut einem Urteil des EuGH von 2016 mit dem Unionsrecht vereinbar.
Im Bereich der Persönlichen Assistenz von Menschen mit Behinderung sind die Wünsche des behinderten Menschen auch insoweit zu berücksichtigen, als dass dies den Wunsch betrifft, nur von Assistenten eines bestimmten Alters betreut zu werden; hierin liegt keine unzulässige Altersdiskriminierung.

### US-amerikanisches Recht
In den USA verbietet der Age Discrimination in Employment Act of 1967 (Pub. L. 90–202) Diskriminierung aufgrund des Alters.

## Empirische Untersuchungen zum Ausmaß der Altersdiskriminierung
In allen Mitgliedsstaaten der Europäischen Union wurden im Frühjahr 2008 Bürger nach ihrer Meinung zum Thema „Diskriminierung“ befragt. 34 Prozent der Europäer gaben an, eine Diskriminierung wegen des Alters sei in ihrem Land „ziemlich verbreitet“, 8 Prozent, sie sei „sehr verbreitet“. (Deutschland: beide Antworten zusammen 34 Prozent; Österreich: beide Antworten zusammen 35 Prozent).
57 Prozent der Europäer meinten, im Jahre 2008 sei die Diskriminierung wegen des Alters in ihrem Land weniger stark verbreitet als 2003 (Deutschland: 57 Prozent; Österreich: 59 Prozent).
Die Befragten wurden gebeten anzugeben, wie wohl sie sich fühlen würden, wenn eine Person, die jünger als 30 Jahre oder über 75 Jahre alt ist, das höchste politische Amt ihres Landes bekleiden würde. Die Skala reichte von 1 bis 10. Der Durchschnittswert lag europaweit bei 6,4 für den relativ jungen und bei 5,4 für den relativ alten Amtsinhaber. Die Deutschen fühlten sich beim Gedanken an einen sehr jungen Amtsinhaber von allen Europäern am unwohlsten (Durchschnittswert: 4,8).
Der Anteil derjenigen Befragten, die angaben, 2007 selbst Opfer von Diskriminierung geworden zu sein, war bei keiner Diskriminierungsart so hoch wie im Fall der Diskriminierung auf der Grundlage des Alters (6 Prozent).
In Österreich ergab eine Studie 2023, dass Menschen über 50 Jahre und Langzeitarbeitslose seltener zu Vorstellungsgesprächen eingeladen werden als jüngere Bewerber und solche, die erst seit Kurzem arbeitslos sind.

### Studie im Auftrag der Antidiskriminierungsstelle des Bundes (2022)
Vom 10. bis zum 25. Januar 2022 wurden in Deutschland 2.000 Telefoninterviews mit Personen zwischen 16 und 96 Jahren durchgeführt. Dabei wurden Fragen gestellt zu den Themen
- Wahrgenommene Altersgrenzen,
- Faktenwissen über alte Menschen/demografischen Wandel,
- Gesellschaftliches Ansehen alter (im Vergleich zu jungen) Menschen,
- Altersfremdbilder in verschiedenen Lebensbereichen,
- Allgemeine gefühlsmäßige Einstellung gegenüber alten (im Vergleich zu jungen) Menschen und
- Annahmen über die Lebensphase Alter,
- Annahmen über die Produktivität und politische Einflussnahme alter Menschen
- Präskriptive Altersnormen
- Eigene erlebte Diskriminierung aufgrund von (zu hohem oder zu geringem) Alter
- Zugestehen von gleichen Rechten/Befürwortung von (Un-)Gleichbehandlung
- Sensibilität für Altersdiskriminierung/Problemwahrnehmung und
- Soziodemografie.[120][121]

Am 15. Dezember 2022 hob Ferda Ataman, die Antidiskriminierungsbeauftragte des Bundes, die ihrer Ansicht nach bedenklichsten Ergebnisse der Studie hervor: Mehr als die Hälfte der Befragten sei der Meinung, Alte würden nichts zum gesellschaftlichen Fortschritt beitragen. 51 Prozent seien für eine Regelung, wonach „Menschen nur bis zu einem bestimmten Alter, wie etwa bis 70 Jahre, politische Ämter haben dürfen“. Bei Themen wie politischer Beteiligung und Klimaschutz gebe es ein großes Spannungspotenzial zwischen den Generationen. Ataman fordert, den Begriff „Lebensalter“ in Artikel 3 des Grundgesetzes aufzunehmen.